# 古代世界七大奇迹

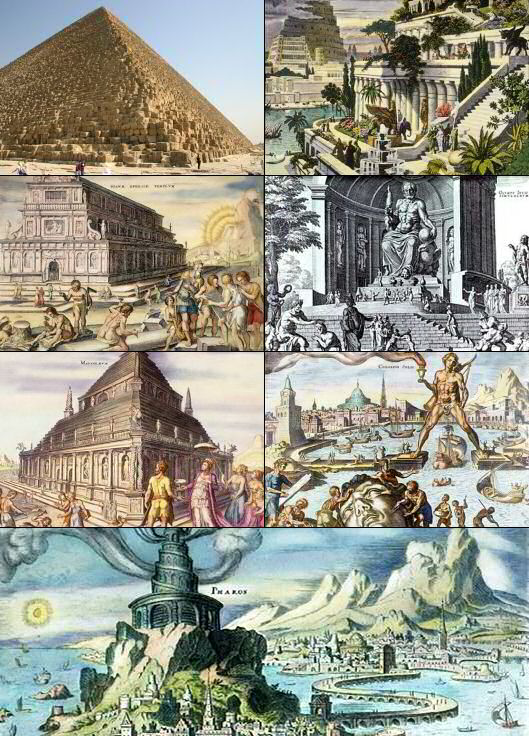
古代世界七大奇迹，由左至右，由上至下，分別為吉薩大金字塔、空中花園、阿耳忒弥斯神庙、宙斯神像、摩索拉斯王陵墓、羅得島太陽神銅像及亞歷山大燈塔

古代世界七大奇蹟，常稱七大奇蹟，為最早被提出的七大奇蹟觀念。公元前2世紀拜占廷人斐羅（Philo of Byzantium）寫下《世界七大奇蹟(希臘語：Επτά θαύματα του αρχαίου κόσμου）》一書，描述當時在地中海附近7個偉大建築，分別是「埃及的金字塔」、「巴比倫的空中花園」、「奧林帕斯的宙斯神像」、「以弗所的阿耳忒彌斯神廟」、「哈利卡納蘇斯的摩索拉斯王陵墓」、「羅得島的太陽神銅像」及「亚历山大灯塔」，為現存古代世界七大奇蹟的憑據。

## 來源考據

前550年古希臘領域分佈

地中海是地球上最大的陸間海，處於歐亞非3個大洲之間，以直布羅陀海峽接連大西洋，風浪較小，海水不冰封，海岸線曲折，島嶼眾多，擁有許多天然港口。沿著地中海東岸，從尼羅河三角洲、黎凡特、新月沃土、兩河流域至安那托利亞，孕育了許多重要的人類文明，從前40世紀至前2世紀，先後有人類最早的信史兩河文明、四大文明古國的巴比倫與古埃及、西方文明的源祖古希臘、以及洲際大帝國古羅馬，被稱為「文明的搖籃」（Cradle of civilization）。
前11世紀開始，古希臘文明伊始，至前8世紀其特有的城邦式社會架構逐漸成型，透過繁盛的海上貿易，沿著地中海殖民發展，古希臘船員將他們出海所見所聞，帶到各城邦。
前5世紀，古希臘人希羅多德為了研究希波戰爭，遊歷地中海沿岸諸國，並將收集的資料編寫成《歷史（希臘語：Ἱστορίαι）》一書，內容包含了描寫巴比倫的城市規劃，以及古埃及的金字塔，此為有關古代七大奇蹟最早的文字記載。
前334年，亞歷山大大帝帶領古希臘大軍越過赫勒斯滂（今達達尼爾海峽），征服了整個波斯帝國，穿過興都庫什山脈進入印度後折返。至此古希臘達到鼎盛時期，興建許多代表性的重大工程、建築與紀念碑。於此時期，出生在古希臘殖民地利比亞，著名詩人、學者以及目錄學家，卡利馬科斯（希臘語：Καλλίμαχος）於當時古埃及亞歷山卓的圖書館任職時，編寫了一份名為《世界各地奇蹟》（A collection of wonders in lands throughout the world）的文獻，現已失傳。
前2世紀，古希臘經過四次馬其頓戰爭後，被羅馬共和國征服，羅馬文化被深厚的古希臘文化影響。相傳於前224年，力學先驅拜占廷人斐羅寫下《世界七大奇蹟》，所列的偉大建築便成為現存的「古代世界七大奇蹟」，現已失傳。直至公元七至八世紀，中古英格蘭諾森布里亞王國歷史學家畢德（又稱畢德尊者（Venerable Bede）或聖畢德（Saint Bede）），在其著作中有一份論文名為《關於世界七大奇蹟（拉丁語：de Septem Mundi Miraculis）》，記述斐羅所列的世界七大奇蹟，為現存最早的完整記載。
除此以外，前140年前後，住在賽達的希臘詩人安提帕特（Antipater of Sidon）寫下了一首讚美世人成就的詩，其中也列出了七個奇蹟，除了並未納入亞歷山大燈塔外，其餘皆與流傳至今的古代世界七大奇蹟相同：
中譯：
我沿著巍峨的巴比倫城牆注視，那裡有一條戰車使用的道路、阿爾餥斯的宙斯雕像、空中花園、太陽神的巨像、高大金字塔的浩大勞力、摩索拉斯王廣大的墓園；但當我看見阿耳忒彌斯掛在雲端的房子，其他的奇蹟都黯然失色，我說「除了奧林匹斯，太陽從未顯得如此尊貴！」

英譯：

I have set eyes on the wall of lofty Babylon on which is a road for chariots, and the statue of Zeus by the Alpheus, and the hanging gardens, and the Colossus of the Sun, and the huge labour of the high pyramids, and the vast tomb of Mausolus; but when I saw the house of Artemis that mounted to the clouds, those other marvels lost their brilliancy, and I said, 'Lo, apart from Olympus, the Sun never looked on aught so grand.'
 — Antipater, Greek Anthology IX.58

## 七大奇蹟
| 名稱                       | 所在位置                   | 興建年代                       | 興建者                 | 毀壞年代              | 毀壞原因                             |
| -------------------------- | -------------------------- | ------------------------------ | ---------------------- | --------------------- | ------------------------------------ |
| 胡夫金字塔                 | 埃及吉薩                   | 前2584至前2561年               | 胡夫                   | 現存至今              | 不適用                               |
| 巴比倫空中花園             | 伊拉克巴比倫省希拉（爭議） | 前605至前562年                 | 尼布甲尼撒二世         | 前2世紀               | 連串地震                             |
| 奧林匹亞宙斯神像           | 希臘奧林匹亞               | 廟：前470至456年 神像：前435年 | 菲迪亞斯               | 5至6世紀              | 火災                                 |
| 以弗所阿耳忒彌斯神廟       | 土耳其以弗所               | 前550年至前430年               | 伽雨瑟夫農、梅塔傑那斯 | 前356年               | 縱火                                 |
| 以弗所阿耳忒彌斯神廟       | 土耳其以弗所               | 前323年重建                    | 以弗所人               | 262年                 | 被哥德人搶刧摧毀                     |
| 以弗所阿耳忒彌斯神廟       | 土耳其以弗所               | 前323年重建                    | 以弗所人               | 401年                 | 聖濟利祿指出被聖約翰一世拆毀         |
| 哈利卡納蘇斯摩索拉斯王陵墓 | 土耳其博德魯姆             | 前353至前350年                 | 阿爾特米西亞二世       | 14至15世紀            | 連串地震上方傾倒、醫院騎士團拆毀底座 |
| 羅得島太陽神銅像           | 希臘羅得島羅得城           | 前292至前280年                 | 林多斯的薩累斯         | 前226年               | 地震                                 |
| 亞歷山大燈塔               | 埃及亞歷山卓               | 前285至前247年                 | 托勒密一世             | 956年、1303年、1323年 | 地震                                 |

### 吉薩大金字塔

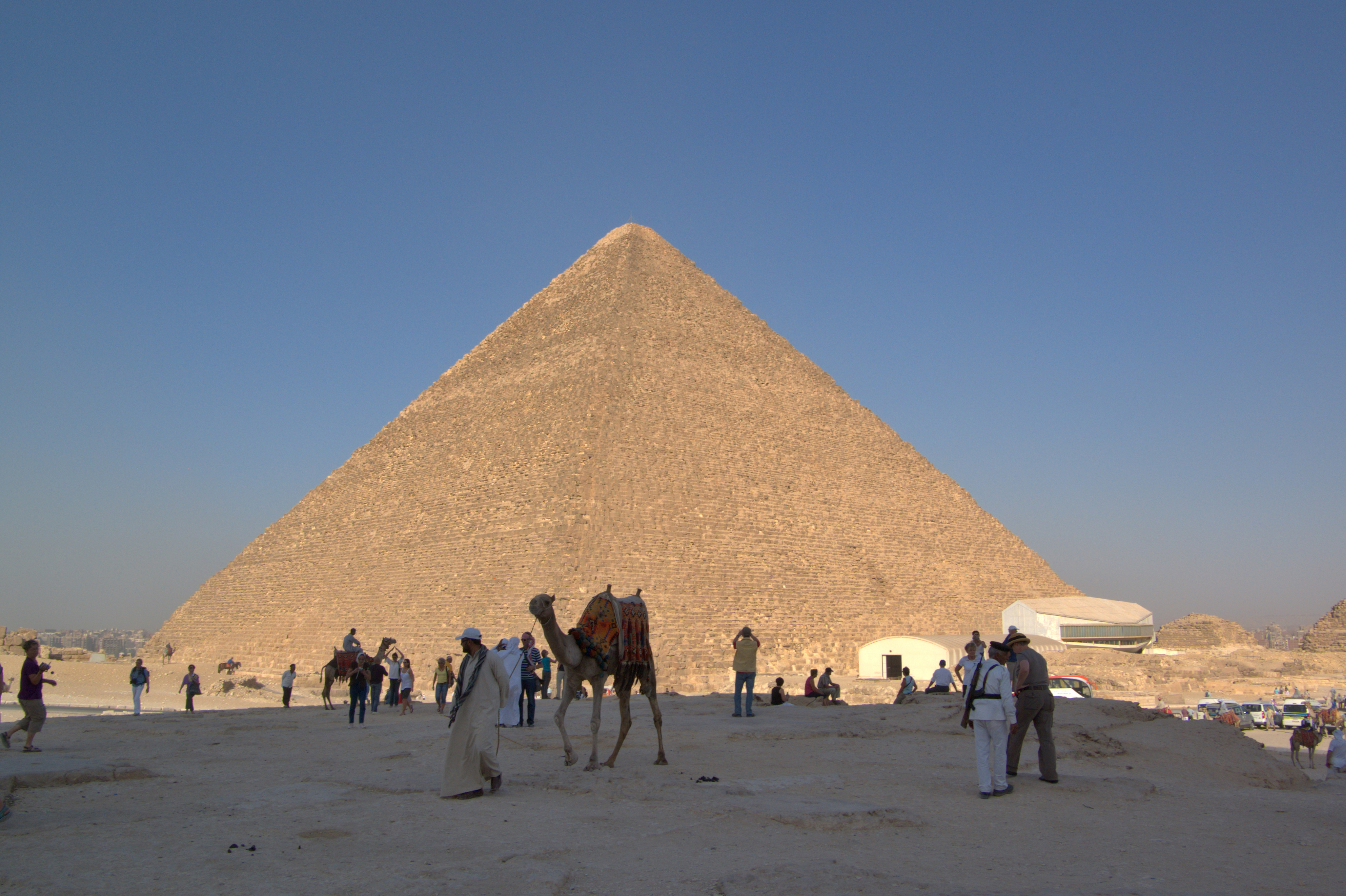
攝於2010年的古夫金字塔

吉薩大金字塔是指吉薩金字塔群中的古夫金字塔，位於今埃及開羅近郊吉薩高地上，為古代世界七大奇蹟的第一順位、興建年代最古老、同時為唯一保存良好的奇蹟。是古埃及第四王朝古夫法老的陵墓，由石灰岩塊堆砌成的正方型錐體金字塔，約在前2560年完成，現存部份高138.8（455英尺），每邊寬230.5（756英尺），截至英國倫敦林肯座堂於1300年落成以前，吉薩大金字塔一直維持為地球上最高的建築物達3800年之久。

### 巴比倫空中花園

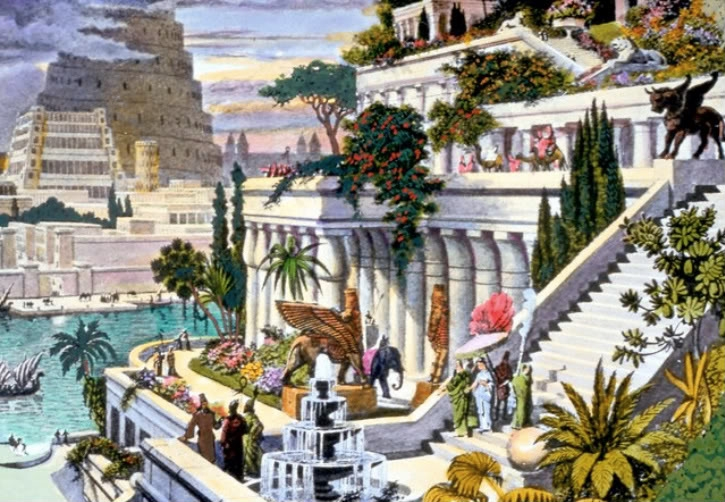
16世紀海姆斯克爾克所繪《巴比倫空中花園》

巴比倫空中花園臨近於今伊拉克巴比倫省希拉，為古代世界七大奇蹟的第二順位，約在公元前600年，由新巴比倫王國尼布甲尼撒二世所興建，據記載是為了取悅他王后阿米蒂斯（英語：Amytis of Media）而建，安美依迪絲為伊朗高原上米底王國的公主，終日思念故鄉，尼布甲尼撒二世便在幼發拉底河河岸旁，建造了一個高於平地許多的大型花園，從幼發拉底河引水至花園內，種植來自伊朗高原的植物，讓安美依迪絲解思鄉病，古希臘歷史學家斯特拉波與狄奧多羅斯對空中花園有完整記載。前2世紀，空中花園毁於連串地震，未留下任何遺跡。

### 奧林匹亞宙斯神像

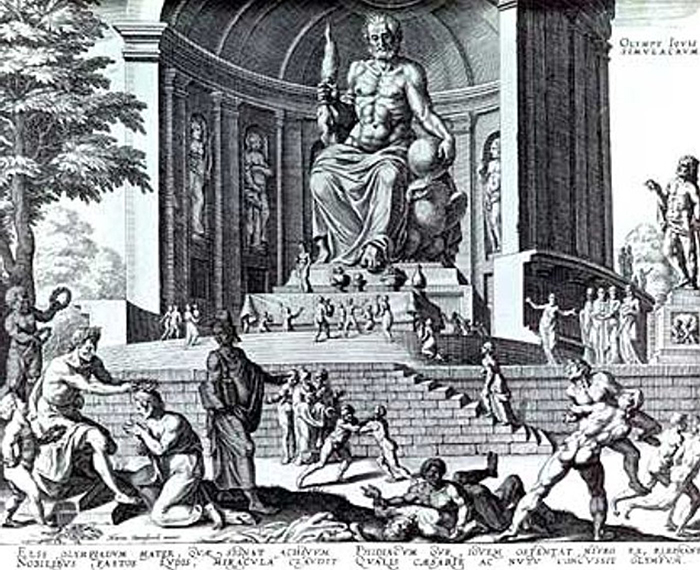
菲利甫·加勒於1572年發行《奧林匹亞宙斯神像》版畫

奧林匹亞宙斯神像放置在奧林匹亞宙斯神廟中，位於今希臘奧林匹克，為古代世界七大奇蹟的第三順位，宙斯神像為一座坐像，是由古希臘雕刻家菲迪亞斯於前432年完成的作品，高12（39英尺），為由鍍金的銅與象牙鑲嵌而成，古希臘旅行家保薩尼亞斯曾為宙斯神像寫下完整記述。

### 以弗所阿耳忒彌斯神廟

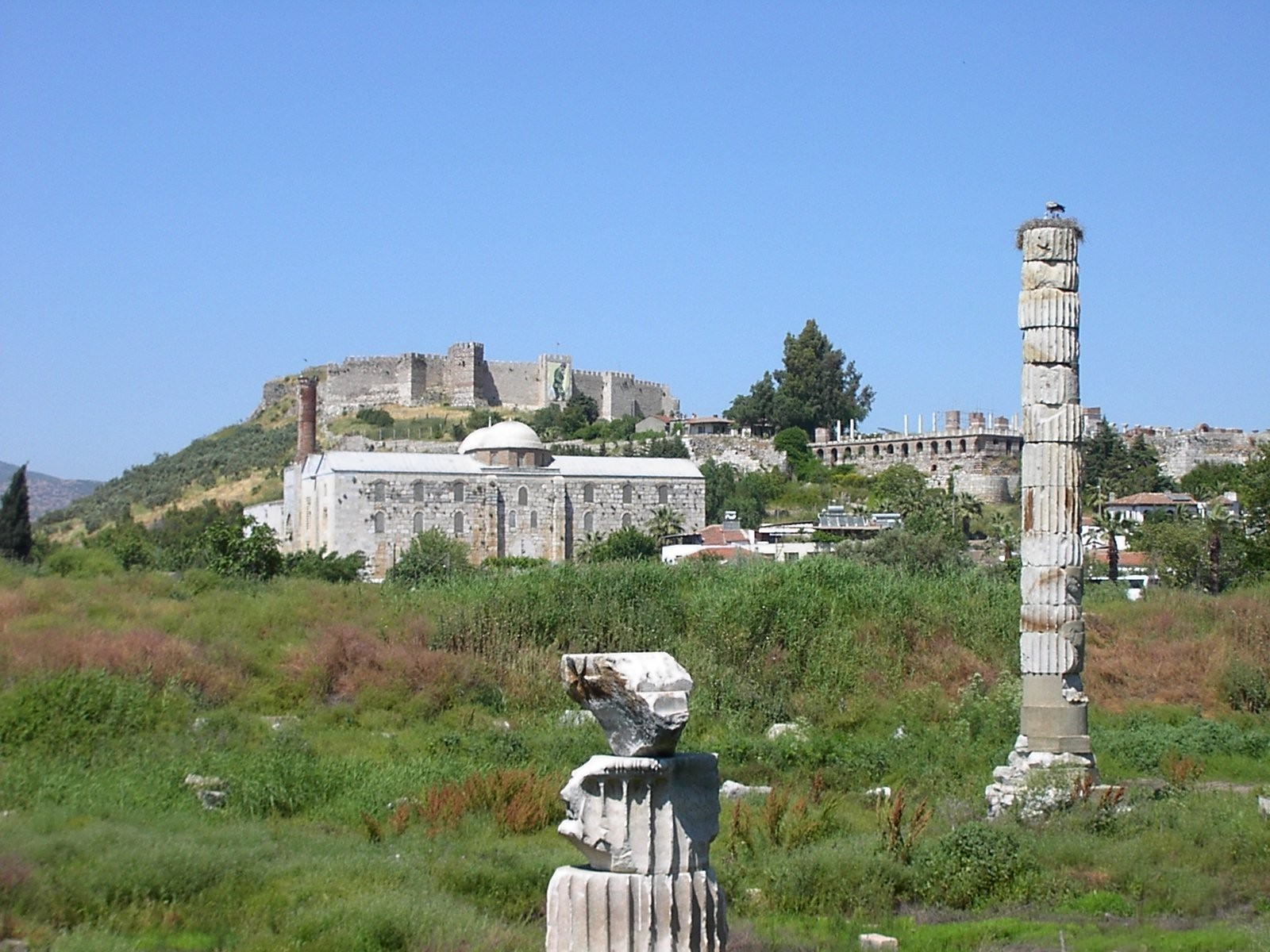
阿耳忒彌斯神廟遺址

以弗所阿耳忒彌斯神廟於今土耳其伊茲密爾以南50（31英里）以弗所廢墟處，為古代世界七大奇蹟的第四順位，於前550年由居住在以弗所的希臘人，請建築師克里特人伽雨瑟夫農、梅塔傑那斯父子設計興建，作為祭拜阿耳忒弥斯的聖殿。據古羅馬科學家普林尼所記述，神廟幾乎是用大理石建成，長115（377英尺）、寬55（180英尺），用127根高19（62英尺）的愛奧尼柱支撐起屋頂。

前356年當地年輕人黑若斯達特斯，為能成名而縱火燒毁神廟，33年後（前323年）重建修復。262年哥德人攻擊以弗所，搶刧並破壞神廟，隨後神廟被修復，至4世紀因日漸沒有人祭拜而遭荒棄。直至401年，約翰一世帶領民眾，拆毀神廟，並將石材用作興建其他的建築。1869年大英博物館出資的調查隊發現了神廟遺址，並將部份挖掘文物收藏於大英博物館以弗所廳。